# 毛雞屎藤
（學名：Paederia cavaleriei），为茜草科雞屎藤屬下的一个种。

## 別名
臭皮藤、臭莖子、迎風子(《植物名實圖考》)。

## 形態特徵
莖呈分支圓柱狀,有毛或無毛。
葉對生,卵圓形, 卵狀長圓形到披針形,長3–15 cm,寬2–10 cm,葉尖尖銳,葉基圓形到心型,葉緣光滑偶有鋸齒,上方表皮粗糙,下方表皮有絨毛,葉柄長1–6 cm,絨毛,托葉三角形長3–5 mm。
花萼長2mm,光滑,5裂,三角形,花冠呈管狀長6–10mm, 在花的管狀內部有柔毛, 開裂成三角形，雄蕊5，不等長。
花基部為核果球形,直徑5mm光亮,光滑

## 分布
中國中部至南部、印度、台灣的低海拔闊葉林。

## 性味功能
性平，味甘

## 主治
根：治黃疸，腹痛，胃滯(消化不良)。全草：治瘧疾。